# Reino de Vaspuracânia
Vaspuracânia (em armênio/arménio:  Վասպուրական, Vaspowrakan, significando a "terra nobre" ou "terra de príncipes") foi a primeira e maior província da Grande Armênia, que na Idade Média se tornou um reino independente, centrado no Lago de Vã. Localizada no que, atualmente, é chamado de Turquia oriental e noroeste do Irã, a região é considerada o berço da civilização armênia.

## História
Durante a maior parte de sua história, a província foi governada pela Dinastia Arzerúnio, a primeira que conseguiu criar um principado na área. Em sua maior extensão, a Vaspuracânia era composta pelas terras entre o Lago de Vã e o Lago Úrmia (também conhecido como Kaputan) em 908. Durante esta época, eles foram governados pelo Reino Bagrátida de Ani.
Vaspuracânia foi elevada ao nível de reino em 908, quando Cacício I Arzerúnio foi reconhecido como Rei da Armênia pelos abássidas e colocou-se, a princípio, como aliado destes, mas logo se arrependeu e, junto com Asócio II, derrotou os árabes. Rapidamente, foi reconhecido como Rei de Vaspuracânia por Asócio II. Em 1021, o rei Senequerim-João cedeu a Vaspuracânia ao Império Bizantino, recebendo o tema de Sebasteia e seus arredores. O reino tornou-se a província bizantina de Vaspracânia ou Média. Por volta de 1050, a província foi fundida junto de Taraunitis, mas foi conquistada pelos turcos seljúcidas entre 1054-1056. No século XIII, parte da província foi libertada por zacáridas. Mas logo foi conquistada pelos mongóis, depois pelos turcos otomanos. Os turcos, por diversas vezes, tentaram matar armênios em Vaspuracânia, especialmente em Vã. Mas a população armênia de Vã sempre resistiu, especialmente no Cerco de Vã em 1915, quando as forças otomanas atacaram a região durante o genocídio armênio.
Depois da anexação bizantina, a dinastia continuou com Derenício, filho de Gurgenes Khatchik, que se tornou senhor de Antzivazique em 1004 e teve dois irmãos: Cacício e Asócio. O rei Hovhannes-Seneqerim também teve vários filhos, entre eles Davi, Atom, Abusal e Constantino. Há uma lenda que conta que uma das filhas de Seneqerim teria se casado com Mendo Alao, um alano que viveu na Lusitânia. Davi teve uma filha que se casou com o rei Cacício II de Ani.
Outro ramo da família apareceu na pessoa de Khatchik, O Grande em 1040, que teve três filhos: Haçane, Djendjluque e Iscanique. Haçane teve um filho chamado Abelgaribe que teve uma filha a qual se casou com o rei Davi de Ani.
O reino de Vaspuracânia não tinha uma capital específica; a corte movia-se à medida que o rei transferia sua residência de lugar para lugar: Vã, Ostã/Vostã (atual Guevaxe) e assim por diante.

## Governantes

### Príncipes
- Amazaspes II Arzerúnio, príncipe (800–836). Casado com uma filha de Asócio, o Carnívoro, da família Bagratúnio.
- Asócio I Abulabus Arzerúnio, príncipe (836–852). Filho de Amazaspes II. Primeira vez.
- Gurgenes I Arzerúnio, príncipe (852–853). Irmão de Asócio I.
- Abu Jafar Arzerúnio, príncipe (853–854). Provavelmente irmão de Asócio I.
- Gurgenes II Arzerúnio do Mardastão, príncipe. (854–857). Parente distante.
- Gregório Derenício Arzerúnio, príncipe (857–868). Casou-se com Sofia, filha de Asócio I Bagratúnio, o Grande, príncipe da Armênia. Filho de Asócio I Arzerúnio. Primeira vez.
- Asócio I Abulabus Arzerúnio, príncipe (868–874). Segunda vez.
- Gregório Derenício Arzerúnio, príncipe (874–887). Segunda vez.
- Cacício Abu Maruane Arzerúnio, regente do filho de Gregório Derenício (887–896), então príncipe usurpador (896–898).
- Asócio Sérgio Arzerúnio (Asócio II), príncipe (898–900). Filho de Gregório Derenício.
- (Vaspuracânia ocupada pelo emir sájida Abi Alçaje (900).)
- Safi, como governador de Vã (900–901).
- Asócio Sérgio Arzerúnio (Asócio II) (901–904). Restabelecido. Após sua morte, a Vaspuracânia foi dividida:
- Cacício I Arzerúnio, príncipe (depois rei) no noroeste da Vaspuracânia (904–908). Irmão de Asócio Sérgio.
- Gurgenes III Arzerúnio, príncipe no sudeste da Vaspuracânia (904–925). Irmão de Asócio Sérgio.

### Reis
- Cacício I de Vaspuracânia, coroado rei (a parte noroeste em 908-925, toda a Vaspuracânia em 925-943)
- Derenício-Asócio, Rei (943–953). Filho de Cacício I.
- Abusal Amazaspes, Rei (953–972). Irmão de Derenício-Asócio I.
- Asócio Isaque (Asócio IV), Rei (972–983). Filho de Abusal Amazaspes.
- Gurgenes Cacício (Gurgenes IV), Rei (983–1003) e senhor de Antzevasiq. Irmão de Asócio Isaque.
- Senequerim-João, irmão de Asócio Isaque, Rei (1003–1021) e senhor de Restúnia. Irmão de Gurgenes Khatchik.